# افسانه محلی (فیلم)
افسانه محلی (انگلیسی: Urban Legend) یک فیلم سینمایی آمریکایی در ژانر ترسناک و اسلشر است که در سال ۱۹۹۸ منتشر شد.

## داستان
بیست و پنج سال پیش در دانشگاه پندلتن، یکی از استادان پس از کشتن شش دانشجو به زندگی خودش هم خاتمه داده است. حالا، زمانی که یک رشته قتل‌های مرموز در دانشگاه اتفاق می‌افتد، یکی از دانشجویان به نام «ناتالی» (ویت) به این نتیجه می‌رسد که این قتل‌ها بر اساس «افسانهٔ شهری» پندلتن رخ می‌دهند.

## بازیگران
- جرد لتو
- آلیشیا ویت
- ربکا گیهارت
- مایکل روزنبام
- تارا رید
- لرتا دواین
- جاشوا جکسون
- جان نویل
- رابرت انگلوند
- دانیل هریس
- جولیان ریچینگز
- ناتاشا گرکسون واگنر
- استفانی میل